# Дискография Дельфина
Дискография Дельфина включает в себя двенадцать студийных альбомов, два демо-альбома, шесть альбомов в составе групп, один концертный альбом и одну компиляцию.

## Студийные альбомы
| Название         | Детали                                                                                 |
| ---------------- | -------------------------------------------------------------------------------------- |
| Не в фокусе      | - Релиз: 15 июня 1997 года - Лейбл: Элиас Records - Формат: аудиокассета, CD           |
| Глубина резкости | - Релиз: 23 сентября 1999 года - Лейбл: Крем Рекордс - Формат: аудиокассета, CD        |
| Плавники         | - Релиз: 16 ноября 2000 года - Лейбл: Крем Рекордс - Формат: аудиокассета, CD          |
| Ткани            | - Релиз: 17 мая 2001 года - Лейбл: Крем Рекордс - Формат: аудиокассета, CD             |
| Звезда           | - Релиз: 22 марта 2004 года - Лейбл: Universal Music Russia - Формат: аудиокассета, CD |
| Юность           | - Релиз: 22 ноября 2007 года - Лейбл: «Мистерия звука» - Формат: CD                    |
| Существо         | - Релиз: 25 ноября 2011 года - Лейбл: «Мистерия звука» - Формат: CD, ЦД                |
| Андрей           | - Релиз: 9 декабря 2014 года - Лейбл: «Мистерия звука» - Формат: CD, ЦД                |
| Она              | - Релиз: 19 октября 2016 года - Лейбл: «Мистерия звука» - Формат: CD, ЦД               |
| 442              | - Релиз: 21 марта 2018 года - Лейбл: «Мистерия звука» - Формат: CD, LP, ЦД             |
| Край             | - Релиз: 15 ноября 2019 года - Лейбл: «М2» - Формат: CD, LP, ЦД                        |
| Прощай оружие    | - Релиз: 17 марта 2023 года - Лейбл: «М2» - Формат: CD, LP, аудиокассета, ЦД           |

Проект «Механический пёс»
| Название                   | Детали                                                                     |
| -------------------------- | -------------------------------------------------------------------------- |
| Температура горения бумаги | - Релиз: 14 августа 2020 года - Лейбл: «М2» - Формат: ЦД, аудиокассета, LP |
| Розовый 505.85 nm          | - Релиз: 21 мая 2021 года - Лейбл: «М2» - Формат: ЦД, аудиокассета, LP     |
| Greta (EP)                 | - Релиз: 3 декабря 2021 года - Лейбл: «М2» - Формат: ЦД                    |
| Benzin                     | - Релиз: 19 апреля 2024 года - Лейбл: «М2» - Формат: ЦД                    |

Демо-альбомы
| Название            | Детали                                                                         |
| ------------------- | ------------------------------------------------------------------------------ |
| К.А.М.А.-З (1996)   | - Релиз: август 2002 года - Лейбл: «Звук/ЛайтГрупп» - Формат: аудиокассета, CD |
| Серый альбом (1998) | - Релиз: май 2007 года - Лейбл: - Формат: бесплатная ЦД                        |

## Концертные альбомы
| Название                 | Детали                                                                                  |
| ------------------------ | --------------------------------------------------------------------------------------- |
| Я буду жить              | - Релиз: 12 мая 2000 года - Лейбл: Крем Рекордс - Формат: аудиокассета, CD              |
| Запись концерта 19.11.04 | - Релиз: 19 ноября 2004 года - Лейбл: Universal Music Russia - Формат: аудиокассета, CD |

## Концертные альбомы в составе групп
| Название                     | Детали                                                        |
| ---------------------------- | ------------------------------------------------------------- |
| «Дубовый Гай» — Live in Riga | - Релиз: 8 декабря 1991 года - Лейбл: - Формат: бесплатная ЦД |

## Компиляции
| Название                       | Детали                                                                      |
| ------------------------------ | --------------------------------------------------------------------------- |
| Любимые песни фанатов Дельфина | - Релиз: декабрь 2001 года - Лейбл: Крем Рекордс - Формат: аудиокассета, CD |
| 97-01                          | Формат: ЦД                                                                  |
| 04-15                          | Формат: ЦД                                                                  |

## Компиляции в составе групп
| «Мальчишник» — Best     | - Релиз: 1996 год - Лейбл: Элиас Records - Формат: аудиокассета       |
| «Мальчишник» — The Best | - Релиз: 1999 год - Лейбл: Classic Company - Формат: аудиокассета, CD |

## Альбомы в составе групп
| Название                                    | Детали                                                                               |
| ------------------------------------------- | ------------------------------------------------------------------------------------ |
| «Мальчишник» — Поговорим о сексе            | - Релиз: осень 1992 года - Лейбл: ЗеКо Рекордс - Формат: аудиокассета, LP, CD (1995) |
| «Мальчишник» — Мисс большая грудь           | - Релиз: март 1993 года - Лейбл: RDM - Формат: CD                                    |
| «Дубовый Гаайъ» — Stop The Killing Dolphins | - Релиз: 1994 год - Лейбл: Swing Street Ltd. - Формат: аудиокассета, CD (1996)       |
| «Мальчишник» — Кегли                        | - Релиз: июль 1995 года - Лейбл: «Элиас Records» - Формат: аудиокассета, CD (1996)   |
| «Дубовый Гаайъ» — Синяя лирика № 2          | - Релиз: 1995 год - Лейбл: «Элиас Records» - Формат: аудиокассета                    |
| «Мишины дельфины» — Игрушки                 | - Релиз: август 1997 года - Лейбл: «Элиас Records» - Формат: аудиокассета, CD (2000) |

## Синглы
- 1998 — «Stripped» (сборник «Депеша для Depeche Mode»)
- 1998 — «Ленин в кепке» (сборник «Песни партийца 2 или подонки»)
- 1999 — «Да!» (сборник «Скажи Да! Тому, во что ты веришь!»)
- 2003 — «Глаза» / «Облака» (CD Single)
- 2005 — «LIVE 8 in Moscow 2005» (CD, EP, Promo)
- 2011 — «Sunset» (CD, EP, Promo)
- 2013 — «Кокон»
- 2015 — «Мне нужен враг»
- 2015 — «Ретро»
- 2016 — «Помни»
- 2018 — «520»
- 2019 — «J2000.0»
- 2022 — «Вопросы»
- 2024 — «Месть»
- 2024 — «Кто твой друг»

Гостевые участия
- 1998 — Спирали — «Цель» (feat. Дельфин)
- 2002 — Найк Борзов — «Kingsize» (feat. Дельфин)
- 2021 — Oxxxymiron — «Чувствую» (feat. Дельфин)

### Саундтреки
- «С днём рождения, Лола» (2001): «Решение» и «Штемпель»[2]
- «Даже не думай!» (2003): «Ни зги»[3]
- «Даже не думай 2: Тень независимости» (2004): «Electric-sexy»
- «Жесть» (2006): «Монолог доброго мужчины» и «Или я»[4]
- Grand Theft Auto IV (2008): «Рэп»[5]
- Метро 2034 (2009): проект «Туннель»
- «Закон каменных джунглей» (2015): «Ретро»
- «Воин» (2015): «Мне нужен враг»[6]
- «Закон каменных джунглей» (2017): «Я люблю людей»
- «Кислота» (2018): «Земля»
- «Одиссея Петра» (2018): «Дверь»
- «Бык» (2019): «Если просто»
- «Майор Гром: Чумной Доктор» (2021): «Иду искать»
- «Химера» (2022): «Вопросы»[7].

## Продюсирование
- 1993 — «Мальчишник» — «Последний раз»[8]
- 2000 — «Дымовая Завеса» — «Розовый рэгги»[9]
- 2002 — «Реверс» — «Линки» (Dolphin mix)[10]

## Автор текста
Альбомы
- 1992 — «Мальчишник» — Поговорим о сексе
- 1993 — «Мальчишник» — Мисс большая грудь
- 1994 — «Дубовый Гаайъ» — Stop The Killing Dolphins
- 1995 — «Мальчишник» — Кегли
- 1995 — «Дубовый Гаайъ» — Синяя лирика № 2
- 1997 — «Мишины дельфины» — Игрушки

Песни
- 1991 — Лика МС — «Би-би, такси»[11]
- 1998 — «Спирали» — «Цель» (feat. Дельфин)
- 1999 — Дельфин — «Да!» (сборник «Скажи Да! Тому, во что ты веришь!»)
- 1999 — Данко — «Без твоей любви»
- 1999 — Джем Стайл & Да Буги — «Самый крутой»
- 2000 — Джем Стайл & Да Буги — «Танцоры диско», «Танцуйте с нами»
- 2000 — Николай Басков — «Прощай, любовь»
- 2002 — Джем Стайл & Да Буги — «Королева», «Дождь», «Его очень любят девки», «Где же ты», «Зубной амулет»

## Чарты и ротации
С 2003 года несколько песен Дельфина находятся в ротации нескольких российских радиостанций: «Глаза» (Дельфин & Стелла) (2003), «Весна (Radio Edit)» (2004), «Романс» (2004), «Серебро» (2005), «Рэп» (2007), «Рэп (Prospect Good Morning Extended Mix)» (2007), «Кокон (Radio Edit)» (2007), «Кокон (Taganka Globass Mix)» (2007), «Снег» (2007), «Без нас» (2008), «520» (2018), «Smack My Bitch Up» (The Prodigy cover) (2019). При этом песня «Серебро» (2005) является самой популярной на радио, а видеоклип на песню «520» (2018) самым популярным на YouTube.
По данным интернет-проекта Moskva.FM, 74 песни Дельфина находились в ротации нескольких российских радиостанций с 2008 по 2015 год. При этом песня «Весна» является самым популярным треком из всех на радио, который за семь лет с 2008 по 2015 год прослушали 750 тысяч раз.
С 25 сентября 1998 года видеоклипы на песни «Дилер», «Дверь», «Я буду жить», «Любовь», «Пляж» и «Тебя» находились в ротации телеканала «MTV Россия», в дальнейшем попав в чарты «Русская десятка» и «20 самых-самых».

## Фильмография

### Художественные фильмы
| Год  |   | Название                            | Роль         |
| ---- | - | ----------------------------------- | ------------ |
| 1991 | ф | Божья тварь                         | Брат Шурочки |
| 2003 | ф | Даже не думай!                      | Лео          |
| 2004 | ф | Даже не думай 2: Тень независимости | Лео          |

### Концертные фильмы и сборники клипов
| Год  | Название                       | Лейбл                  | Формат   |
| ---- | ------------------------------ | ---------------------- | -------- |
| 2000 | Я буду жить                    | Крем Рекордс           | VHS, DVD |
| 2004 | Любимые клипы фанатов Дельфина | CD Land                | DVD      |
| 2005 | LIVE 8 in Moscow 2005          | Universal Music Russia | DVD      |
| 2017 | Video                          |                        | ЦД       |

### Видеоклипы
| Год  | Название                                        | Альбом            | Режиссёр                        |
| ---- | ----------------------------------------------- | ----------------- | ------------------------------- |
| 1997 | Дилер                                           | Не в фокусе       | Антон Борматов                  |
| 1998 | Цель (feat. Спирали)                            | Рыбий жир         | Антон Борматов                  |
| 1999 | Самый крутой (feat. Jam Style & Da Boogie Crew) |                   | Алексей Белозор                 |
| 1999 | Дверь                                           | Глубина резкости  | Павел Руминов                   |
| 1999 | Я буду жить                                     | Глубина резкости  | Глеб Орлов                      |
| 2000 | Любовь                                          | Глубина резкости  | Павел Руминов                   |
| 2000 | Радиоволна                                      | Плавники          | Павел Руминов                   |
| 2001 | Тебя                                            | Ткани             | Павел Руминов                   |
| 2001 | Пляж                                            | Ткани             | Антон Борматов, Павел Руминов   |
| 2003 | Глаза (feat. Stella)                            | Звезда            | Matthias Freier                 |
| 2004 | Весна                                           | Звезда            | Дельфин                         |
| 2005 | Романс                                          | Звезда            | Дельфин                         |
| 2005 | Серебро                                         | Звезда            | Павел Егоров                    |
| 2006 | Чужой                                           | Звезда            | Дельфин                         |
| 2007 | Кокон                                           | Юность            | Дельфин                         |
| 2008 | Снег                                            | Юность            | Дельфин                         |
| 2008 | Без нас                                         | Юность            | Павел Егоров                    |
| 2009 | Роботы                                          | Юность            | Павел Егоров                    |
| 2011 | Sunset                                          | Существо          |                                 |
| 2011 | Начало                                          | Существо          |                                 |
| 2012 | Ждут                                            | Существо          |                                 |
| 2012 | Снеговик                                        | Существо          | Joe-Alexy Yagсhi                |
| 2013 | QT                                              | Существо          | Павел Руминов                   |
| 2014 | Душа                                            | N/A               |                                 |
| 2014 | Надя                                            | Андрей            | Павел Руминов                   |
| 2015 | Ахматова                                        | Андрей            | Иван Степанов, Александр Эйдман |
| 2017 | Рябиновые птицы                                 | Она               | Magic Mangust                   |
| 2017 | Помни                                           | Она               | Никита Лыськов                  |
| 2017 | Крики                                           | Она               | Roma Nerom                      |
| 2018 | 520                                             | 442               | Валентин Блох                   |
| 2018 | 387                                             | 442               | Ладо Кватания                   |
| 2019 | J2000.0                                         | Край              | Иван Соснин                     |
| 2020 | Лето                                            | Край              | Валентин Блох                   |
| 2021 | Ладони                                          | N/A               | Пётр Антохин                    |
| 2021 | Вот всё и кончилось                             | Розовый 505.85 nm | Павел Руминов                   |
| 2022 | Вопросы                                         | «Химера»          | Душан Глигоров                  |
| 2023 | Прекрасно                                       | Прощай оружие     | Анна Козлова                    |
| 2023 | GN-z11                                          | Прощай оружие     | Анна Козлова                    |
| 2023 | Моя                                             | Прощай оружие     | Дельфин                         |
| 2024 | Месть                                           | N/A               | Валентин Блох                   |
| 2024 | Кто твой друг                                   | N/A               | Иван Соснин                     |

### Видеоклипы в составе групп
| Год  | Название                                                      | Альбом                 | Режиссёр                     |
| ---- | ------------------------------------------------------------- | ---------------------- | ---------------------------- |
| 1992 | Секс без перерыва («Мальчишник»)                              | Поговорим о сексе      | Михаил Хлебородов            |
| 1995 | Хит («Мальчишник»)                                            | Кегли                  | Григорий Константинопольский |
| 1996 | Голосуй или проиграешь (при участии DJ Groove) («Мальчишник») | Ельцин — наш президент |                              |
| 1997 | Игрушки («Мишины дельфины»)                                   | «Игрушки»              | Антон Борматов               |

Гостевые участия в качестве танцора брейк-данса
- 1989 — Владимир Пресняков — «Мистер Брейк» (рок-мюзикл «Улица»)[17][18]
- 1990 — Сергей Перминов и группа «Президент» — «Летний вечер»[19]